# يو إف سي على إي إس بي إن: لوكي ضد محمد 2
يو إف سي على إي إس بي إن: لوكي ضد محمد 2 (بالإنجليزية: UFC on ESPN: Luque vs. Muhammad 2)‏ هو حدث لفنون القتال المختلطة نظمته يو إف سي، أُقيم في 16 أبريل 2022، على يو إف سي أبيكس في إنتربرايز، نيفادا، الولايات المتحدة.